# 盘江镇 (曲靖市)
盘江镇，是中华人民共和国云南省曲靖市沾益区下辖的一个镇。

## 行政区划
盘江镇下辖以下地区：
方城社区、河西村、中村、小后所村、谭家营村、大兴村、芹菜沟村、吴家庄村、荣兴村和龙凤村。

## 交通
- 沪昆铁路：珠江源站